# Maredudd ab Owain († 1265)
Maredudd ab Owain († 1265) war ein walisischer Lord von Deheubarth aus der Dinefwr-Dynastie. Er war ein Sohn von Owain ap Gruffydd, dessen Besitzungen in Ceredigion er nach dessen Tod 1236 erbte.
Nach dem Tod des Fürsten Llywelyn ab Iorwerth von Gwynedd 1240 schwankte seine Loyalität zwischen Llywelyns Sohn Dafydd ap Llywelyn und dem englischen König Heinrich III. Zu Beginn des Englisch-Walisischen Kriegs ab 1244 schloss er sich der antienglischen Koalition von Dafydd ap Gruffydd an, ergab sich aber nach dem Tod Dafydds zusammen mit seinem Verwandten Maredudd ap Rhys von Dryslwyn im April 1246 dem englischen König. Zusammen mit Maredudd ap Rhys unterstützte und begleitete er Nicholas de Moels, den königlichen Constable von Cardigan und Carmarthen Castle, auf dessen Feldzug von Carmarthen nach Deganwy Castle in Nordwales und erhielt dafür Perfedd, einen Teil der Besitzungen seines Verwandten Maelgwn Fychan.
Ende 1256 musste er die Oberherrschaft von Llywelyn ap Gruffydd, dem neuen Herrscher von Gwynedd anerkennen, als dieser nach Südwestwales vordrang. 1257 besetzte er zusammen mit Maredudd ap Rhys nach der Vertreibung seines Verwandten Rhys Fychan von Dinefwr einen Teil von dessen Ländereien. Als Rhys Fychan mit englischer Unterstützung seinen Besitz zurückerobern wollte, war Maredudd ab Owain zusammen mit Maredudd ap Rhys einer der Führer der walisischen Armee, die der englischen Armee unter Stephen Bauzan in der Schlacht von Cymerau eine schwere Niederlage beibrachte. Nach der Schlacht musste er jedoch auf Druck von Llywelyn ap Gruffydd von Gwynedd die besetzten Ländereien an Rhys Fychan zurückgeben. Daraufhin wechselte er die Seiten und verbündete sich 1257 wieder mit dem englischen König, nur um im folgenden Jahr sich wieder Llywelyn ap Gruffydd zu unterwerfen, der sich inzwischen zum Fürsten von Wales erklärt hatte. Bis zu seinem Tod gehörte er dann zu den führenden walisischen Lords, die Llywelyn unterstützten.
Maredudd hatte Eleanor, eine Tochter von Maelgwn Fychan und dessen Frau Angharad geheiratet. Er hatte folgende Kinder:
1. Owain († 1275)
2. Gruffydd
3. Cynan
4. Eva

Seine drei Söhne teilten nach seinem Tod sein Reich unter sich auf und herrschten als kümmerliche Häuptlinge in Ceredigion südlich des Ystwyth.